# ماریا کریستینا خولیو
ماریا کریستینا خولیو (انگلیسی: María Cristina Julio؛ زادهٔ ۱۷ نوامبر ۱۹۹۹) بازیکن فوتبال اهل شیلی است.
وی همچنین در تیم ملی فوتبال زنان شیلی بازی کرده‌است.